# Anthaxia aterrima
Anthaxia aterrima es una especie de escarabajo del género Anthaxia, familia Buprestidae. Fue descrita científicamente por Kerremans en 1903.